# Звягінцева Тетяна Дмитрівна
Тетяна Дмитрівна Звягінцева (нар. 15 грудня 1946, Гродно, Гродненська область, БРСР) — український вчений в галузі гастроентерології. Доктор медичних наук (1994), професор (1996).

## Біографія
Закінчила Харківський медичний інститут (1971). З 1973 р. працює в Харківській медичній академії післядипломної освіти (в 1973—1980 р.р. — асистент кафедри терапії, в 1980—1994 р.р. — доцент кафедри гастроентерології, в 1994—2000 р.р. — професор кафедри гастроентерології, з 2000 р. — завідувач кафедри гастроентерології). У коло наукових інтересів входять питання розробки діагностики та лікування захворювань печінки, підшлункової залози, шлунка та кишковика.

## Наукові праці
- «Хронічний панкреатит». Х., 2004 року (співавт.);
- «Сучасні підході до діагностики хронічніх захворювань кишечника» // Укр. терапевт. журн. 2005. № 2;
- «Купирование абдомінального болю: сучасний стан проблеми» // СМЕД. 2006. № 2.
- «Синдром хронічної дуоденальної непрохідності», 2007
- Звягинцева Т.Д., Гаманенко Я.К. Хронический гастрит // Ліки України. 2012. №№3–4 (2). С. 28–35.
- Звягинцева Т.Д., Шаргород И.И. Гастроэзофагеальная рефлюксная болезнь и щелочной рефлюкс: механизмы развития и тактика лечения // Гастроэнтерология. 2016. №4 (62). С. 21-25.
- Звягинцева Т.Д., Шаргород И.И. Фармакотерапия кислотозависимых заболеваний // Ліки України. 2012. №10 (166). С. 66–72.